# 芦町
芦町（あしちょう）は、愛知県田原市の地名。16の小字が設置されている。

## 地理
旧田原町南西端部に位置する。東から北は野田町に接する。

### 字一覧
字名は以下の通りである。
| - アラコ（あらこ） - 入（いり） - 大アラコ（おおあらこ） - 大田（おおた） - 柿ノ木（かきのき） - 上田（かみだ） | - 郷津（ごうつ） - 小山田（こやまだ） - 清水（しみず） - 田嶋（たじま） - 西浦（にしうら） | - 平岩（ひらいわ） - 平成（へいせい） - 前畑（まえばた） - 道下（みちした） - 南台（みなみだい） |

## 歴史

### 地名の由来
地内の阿志神社の名に由来するという。阿志神社は、朝鮮半島にあった百済からの渡来人である阿智が当地を開発したことにより、その祖神である阿志を祀ったことにはじまるという。

### 沿革
- 江戸時代 - 三河国渥美郡田原藩領の芦村として所在[8]。
- 1889年（明治22年） - 合併に伴い、野田村大字芦村となる[8]。
- 1955年（昭和30年） - 合併に伴い、田原町大字芦村となる[8]。
- 2003年（平成15年） - 市制施行により、田原市芦村町となる。
- 2005年（平成17年） - 芦村町を芦町と改称する[1]。

## 世帯数と人口
2015年（平成27年）10月1日現在の世帯数と人口は以下の通りである。
| 町丁 | 世帯数 | 人口  |
| ---- | ------ | ----- |
| 芦町 | 41世帯 | 178人 |

### 人口の変遷
国勢調査による人口の推移
| 2005年（平成17年） | 182人 | [ 9 ]  |  |
| 2010年（平成22年） | 182人 | [ 10 ] |  |
| 2015年（平成27年） | 178人 | [ 3 ]  |  |

## 学区
市立小・中学校に通う場合、学区は以下の通りとなる。また、公立高等学校に通う場合の学区は以下の通りとなる。
| 番・番地等 | 小学校             | 中学校             | 高等学校 |
| ---------- | ------------------ | ------------------ | -------- |
| 全域       | 田原市立野田小学校 | 田原市立田原中学校 | 三河学区 |

## 施設
- 芦ヶ池[6]
- 大アラコ古窯跡[6]
- 阿志神社[6]
- 真宗大谷派芦村教会[6]
- 曹洞宗長楽寺[6]

## その他

### 日本郵便
- 郵便番号 : 441-3433[4]（集配局：田原郵便局[13]）。